# Мокоритто
Мокоритто — река в Таймырском Долгано-Ненецком районе Красноярского края России, левый приток Пясины. Длина реки — 310 км, площадь бассейна составляет 4500 км².
Мокоритто течёт по западной окраине Северо-Сибирской низменности, в нижнем течении извилиста. Питание реки снеговое и дождевое. Половодье приходится на весну и лето, зимой наступает глубокая межень.